# J. T. 리들

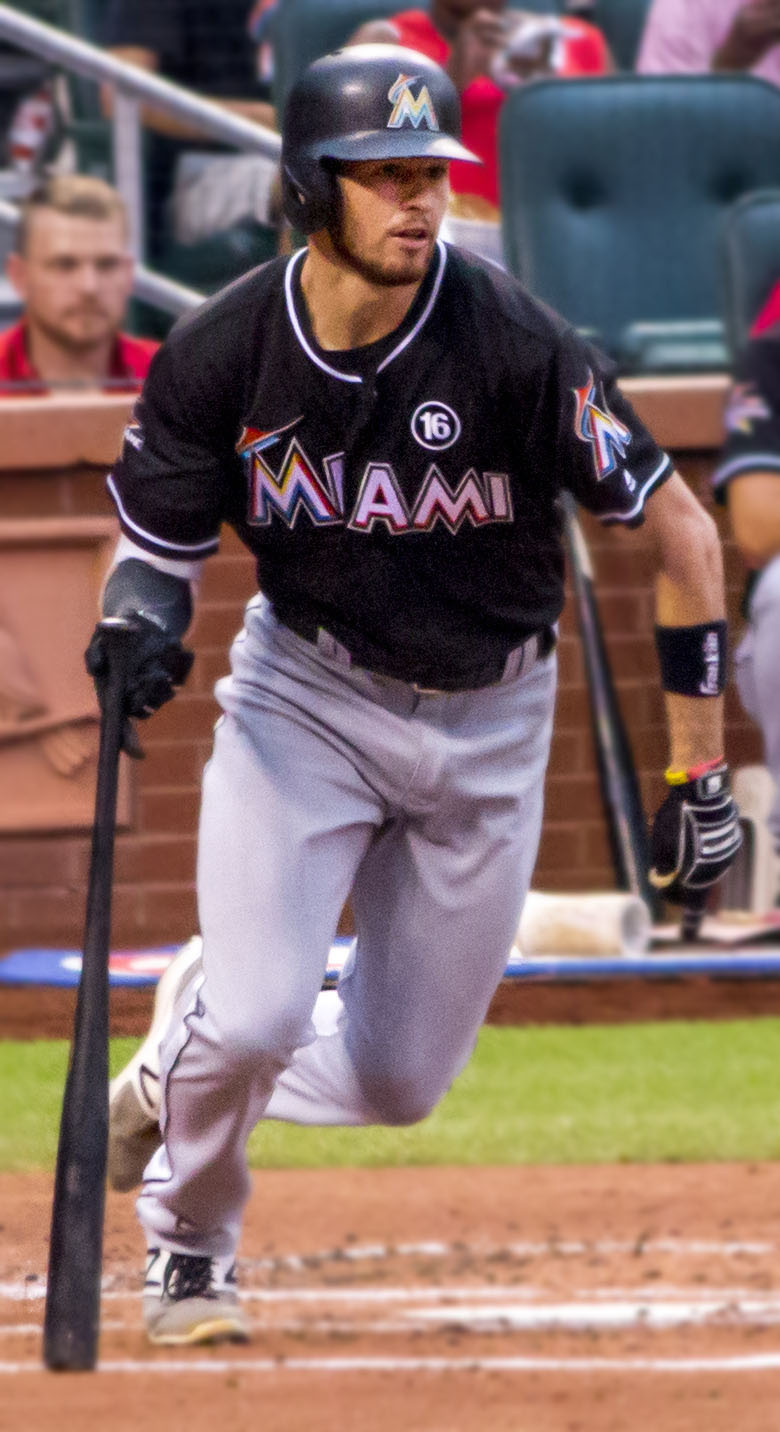
2017년 마이애미 말린스에서의 리들

J. T. 리들(J. T. Riddle, 본명: 조슈아 트래비스 리들, Joshua Travis Riddle, 1991년 10월 12일 ~ )은 미국 프로 야구 유격수이자 애틀랜틱 리그의 렉싱턴 레전드 소속 외야수이다. 마이애미 말린스, 피츠버그 파이어리츠, 미네소타 트윈스, 신시내티 레즈의 메이저 리그 야구(MLB)에서 뛰었다. 프로로 활동하기 전에 리들은 켄터키 대학교에 다녔으며 그곳에서 와일드캣츠에서 대학 야구를 했다.

## 아마추어 경력
리들은 켄터키주 프랭크퍼트 (켄터키주)에 있는 웨스턴 힐스 고등학교에 다녔다. 2010년에 졸업했다. 학교 야구팀에서 뛰는 동안 리들은 미스터 켄터키 베이스볼(Mr. Kentucky Baseball)로 지명되었다. 그런 다음 켄터키 대학교에 등록하여 켄터키 와일드캣츠에서 대학 야구를 했다. 2012년에 케이프 코드 베이스볼 리그(Cape Cod Baseball League)의 올리언스 파이어버즈(Orleans Firebirds)에서 대학 여름 야구를 했다.